# NGC 5122
NGC 5122 é uma galáxia espiral (S?) localizada na direcção da constelação de Virgo. Possui uma declinação de -10° 39' 16" e uma ascensão recta de 13 horas, 24 minutos e 14,9 segundos.
A galáxia NGC 5122 foi descoberta em 24 de Abril de 1887 por Lewis A. Swift.